# Sorex unguiculatus
Sorex unguiculatus is een zoogdier uit de familie van de spitsmuizen (Soricidae). De wetenschappelijke naam van de soort werd in 1890 gepubliceerd door George Edward Dobson. Dezelfde soort werd door Leopold von Schrenck in 1858 aangezien voor Sorex vulgaris Linnaeus, 1764. Dobson wees uitgerekend een van de door Schrenck bij de monding van de Amoer verzamelde specimens aan als type van de naam.

## Verspreidingsgebied
De soort komt voor in het uiterste noordoosten van het Aziatische continent, grenzend aan de Grote Oceaan. Het verspreidingsgebied omvat Rusland, vanaf de monding van de Amoer en inclusief het eiland Sachalin, tot aan Vladivostok, verder in het noordoosten van de Volksrepubliek China de provincies Heilongjiang, Jilin en het oosten van Binnen-Mongolië, dan het noordoosten van Noord-Korea en de Japanse eilanden Hokkaido, Rebun, Rishiri, Teuri, Moyuyuri, Yagishiri en Daikokujima.

## Verwarring over Nederlandstalige naam
Het artikel over deze soort werd in juli 2012 per abuis aangemaakt onder de naam 'Canadese toendraspitsmuis'. De onjuiste combinatie van de wetenschappelijke naam Sorex unguiculatus met de naam 'Canadese toendraspitsmuis' is sindsdien via Wikipedia talloze malen gekopieerd, en is nu helaas veelvuldig in het internet te vinden.